# Tim Ryan
Timothy "Tim" Ryan, född 16 juli 1973 i Niles, Ohio, är en amerikansk demokratisk politiker. Han är ledamot av USA:s representanthus sedan 2003.
Ryan gick i skola i John F. Kennedy High School i Warren. Han avlade 1995 kandidatexamen vid Bowling Green State University och 2000 juristexamen vid Franklin Pierce Law Center. Han var ledamot av Ohios senat 2000-2002.
Kongressledamoten James Traficant avsattes 2002 efter att ha blivit dömd bland annat för mutbrott. Ryan, som hade varit medarbetare åt Traficant i mitten av 1990-talet, vann kongressvalet med 51% av rösterna och tillträdde som kongressledamot i januari 2003.
Den 4 april 2019 meddelade Ryan sin kandidatur för presidentvalet 2020 till USA:s president.